# Arayik Adamian
Pour les articles homonymes, voir Adamian.
Arayik Adamian (arménien : Արայիկ Ադամյան) (né le 6 juin 1973 à Gyumri en RSS d'Arménie) est un joueur de football international arménien qui évoluait au poste d'attaquant.

## Biographie

### Carrière en club
Il joue six matchs rentrant dans le cadre des tours préliminaires de la Coupe de l'UEFA.

### Carrière en sélection
Arayik Adamian reçoit trois sélections en équipe d'Arménie lors de l'année 1996. Il joue à cet effet contre le Pérou, le Paraguay et l'Équateur, avec pour résultats trois défaites.

## Palmarès
| - Championnat d'Arménie (3) : - Champion : 1992, 1994 et 1999. - Vice-champion : 1993, 1996, 1997 et 1998. - Coupe d'Arménie : - Finaliste : 1993, 1994 et 1999. |  | - Supercoupe d'Arménie (2) : - Vainqueur : 1996 et 1999. - Finaliste : 1998. |

| - Championnat d'Arménie (2) : - Champion : 2001 et 2002. - Coupe d'Arménie (1) : - Vainqueur : 2002. |  | - Supercoupe d'Arménie (1) : - Vainqueur : 2001. - Finaliste : 2002. |